# Promnitztal
Promnitztal ist eine ehemalige kurzlebige Gemeinde im heutigen Landkreis Meißen in Sachsen, die 1994 aus den vorherigen Gemeinden Volkersdorf, Bärnsdorf und Berbisdorf entstanden war. Sie hatte bis zu ihrer Eingemeindung nach Radeburg zum Jahresbeginn 1999 Bestand.

## Geographie

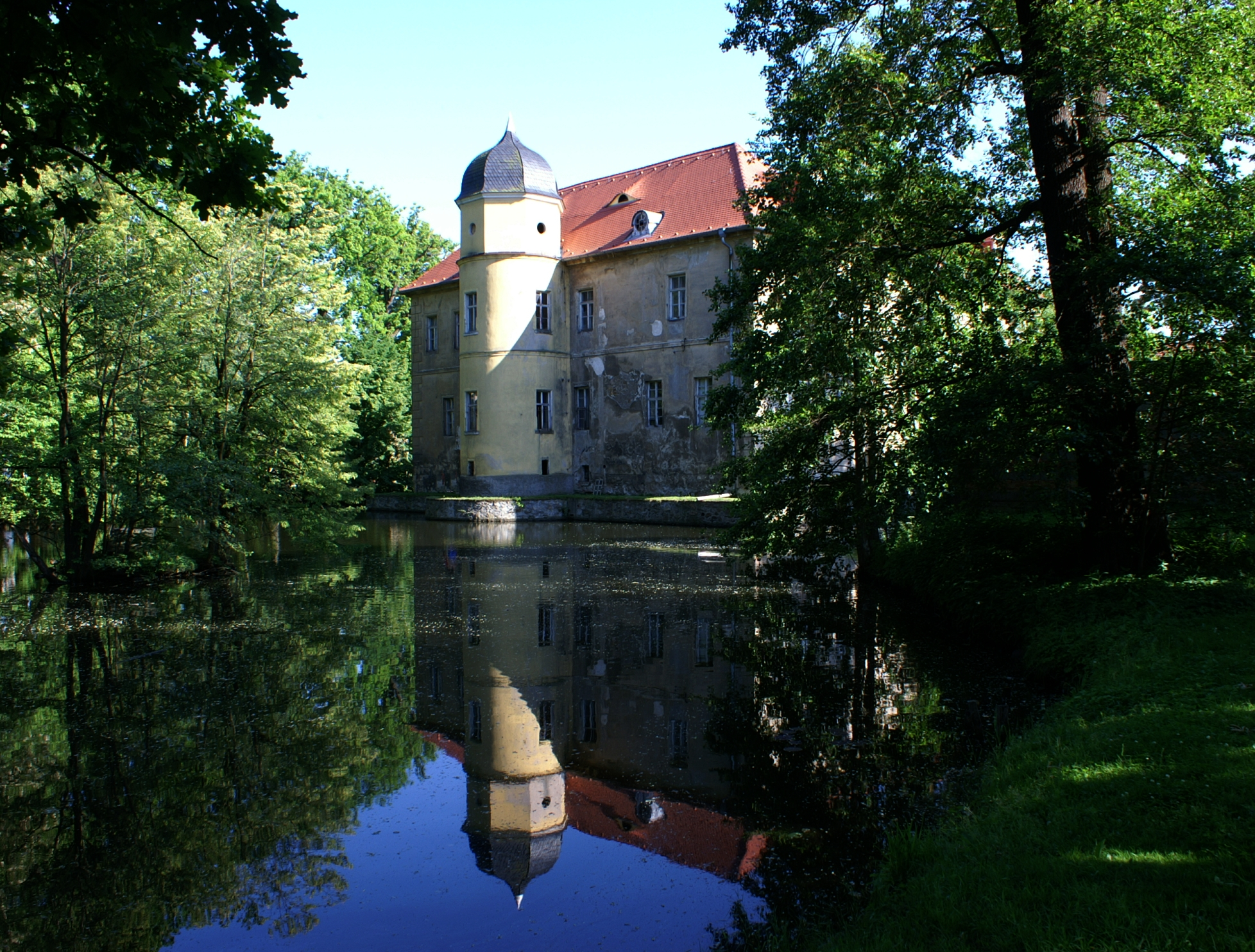
Schloss Berbisdorf, gelegen im Norden der ehemaligen Gemeinde Promnitztal

Das Gebiet der ehemaligen Gemeinde liegt am Westrand des Westlausitzer Hügel- und Berglands. Charakteristisch ist die Moritzburger Kleinkuppenlandschaft. Auch das Moritzburger Teichgebiet erstreckt sich mit den Waldteichen und dem Großteich bis ins frühere Promnitztal. Entwässert wird das Gebiet maßgeblich durch den Bach Promnitz in Richtung Norden, der nach einer Fließstrecke von rund 13 Kilometern in Radeburg in die Große Röder mündet.
Benachbarte Städte und Gemeinden waren die heutige Dresdner Ortschaft Weixdorf mit ihrem Ortsteil Marsdorf im Osten, die Landeshauptstadt Dresden mit ihren Stadtteilen Hellerau beziehungsweise Rähnitz und Wilschdorf im Süden sowie das heute zu Moritzburg gehörige Reichenberg mit seinem Ortsteil Boxdorf im Südwesten. Westlich grenzte die Gemeinde Moritzburg selbst an. Nördlich benachbart lag die Stadt Radeburg, nordöstlich die Gemeinde Großdittmannsdorf, die heute ebenfalls zu Radeburg zählt.
Promnitztal lag verkehrsgünstig in der Nähe des Dresdner Flughafens. Über die Anschlussstelle Marsdorf waren die Promnitztalorte an die Bundesautobahn 13 angeschlossen, die abschnittsweise die Ostgrenze der Gemeinde bildete. Das Autobahndreieck Dresden-Nord liegt im Süden des ehemaligen Gemeindegebiets und stellte den Anschluss an die Bundesautobahn 4 her. Die Lößnitzgrundbahn hat in den Promnitztalorten vier Haltepunkte.

## Geschichte
Um der Eingemeindung durch die benachbarte Großstadt Dresden zu entgehen, schlossen sich in der Mitte der 1990er Jahre im Rahmen einer Kommunalreform zahlreiche Gemeinden in dessen Ballungsraum freiwillig zusammen. Im Gebiet nördlich von Dresden vereinigten sich unter anderem Boxdorf, Friedewald und Reichenberg, Langebrück und Schönborn sowie die drei im Promnitztal gelegenen Gemeinden. Ab dem 1. März 1994 bildeten Volkersdorf, Berbisdorf und das dazwischen gelegene Bärnsdorf mit seinem bereits am 1. Januar 1950 eingemeindeten Ortsteil Cunnertswalde die Gemeinde Promnitztal, die nach dem Bach Promnitz benannt war, der die drei damaligen Gemeindeteile durchfließt. 
Die Kommune hatte allerdings nur weniger als fünf Jahre in dieser Form Bestand. Mit Wirkung vom 1. Januar 1999 wurden der Kurort Volkersdorf, Berbisdorf, Bärnsdorf und Cunnertswalde Ortsteile von Radeburg, in das zeitgleich auch der Nachbarort Großdittmannsdorf mit der am 1. Oktober 1949 aufgelösten Gemeinde Boden eingegliedert wurde.
Promnitztal gehörte zum Kreis Dresden-Land (ab 1990 Landkreis Dresden) bis zu dessen Auflösung am 31. Dezember 1995. Seitdem war es Teil des Landkreises Meißen-Radebeul, der sich zum 1. März 1997 in Landkreis Meißen umbenannte.